# Donovan Donaldson
Donovan Donaldson (Nashville, 1º ottobre 1996) è un cestista statunitense.